# Lycaena subtusimpunctata
Lycaena subtusimpunctata är en fjärilsart som beskrevs av Charles Oberthür. Lycaena subtusimpunctata ingår i släktet Lycaena och familjen juvelvingar. Inga underarter finns listade i Catalogue of Life.